# Autigny-le-Petit
Autigny-le-Petit is een gemeente in het Franse departement Haute-Marne (regio Grand Est) en telt 53 inwoners (2009). De plaats maakt deel uit van het arrondissement Saint-Dizier.

## Geografie
De oppervlakte van Autigny-le-Petit bedraagt 2,5 km², de bevolkingsdichtheid is dus 21,2 inwoners per km².
De onderstaande kaart toont de ligging van Autigny-le-Petit met de belangrijkste infrastructuur en aangrenzende gemeenten.

## Demografie
Onderstaande figuur toont het verloop van het inwonertal (bron: INSEE-tellingen).